# سیارک ۳۲۸۰
سیارک ۳۲۸۰ (به انگلیسی: 3280 Gretry، نامگذاری:1933SJ) سه هزار و دویست و هشتادمین سیارک کشف شده‌است که در ۱۷ سپتامبر ۱۹۳۳ کشف شد.
قدر مطلق سیارک برابر ۱۲٫۵۰ است.